# فروشگاه موسیقی برخط

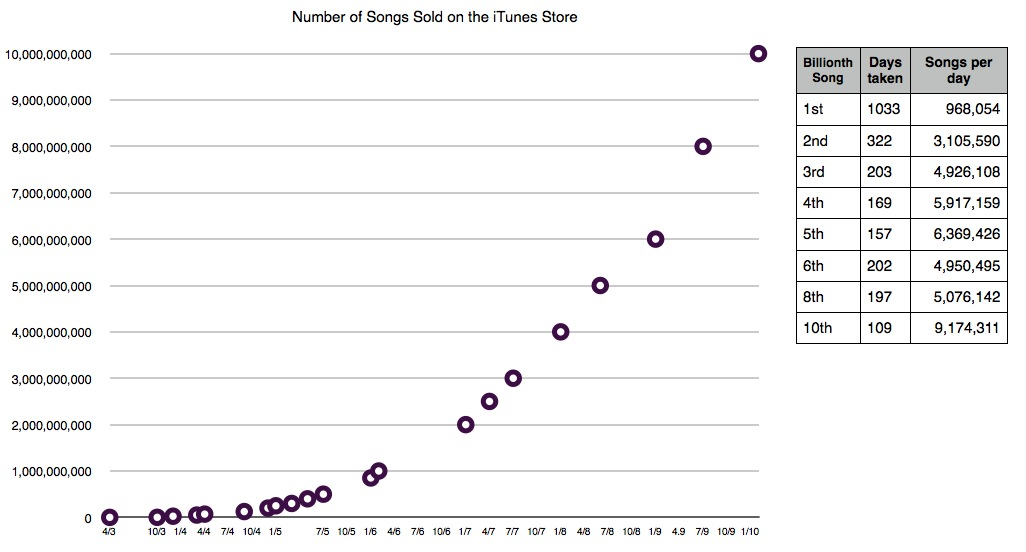
میزان فروش فروشگاه موسیقی برخط آی‌تیونز که توسط اپل اداره می‌شود

فروشگاه موسیقی برخط (به انگلیسی: Online music store) یک کسب‌وکار برخط که فایل‌های صوتی را از‌طریق اینترنت به فروش می‌رساند که معمولاً صدا از آهنگ‌های ترانه یا موسیقی کلاسیک است که در آن کاربر بر‌اساس هر ترانه هزینه می‌کند. فروشگاه‌های موسیقی برخط به‌طور معمول تصویری از آلبوم یا خواننده یا گروه برای هر آهنگ نشان می‌دهند. برخی از فروشگاه‌های برخط موسیقی همچنین فایل‌های گفتاری ضبط شده مانند پادکست‌ها و فایل‌های ویدئویی فیلم‌ها را به فروش می‌رسانند.

## تاریخچه
نخستین آرشیو موسیقی رایگان برخط در اینترنت آرشیو موسیقی زیرزمینی اینترنت (IUMA) در سال ۱۹۹۳ بود. این آرشیو توسط دانشگاه کالیفرنیا، سانتا کروز آغاز شد. در سال ۱۹۹۸ کارآفرین میامی ایوان جی. پارون وبگاه ریتموتکا را تأسیس و راه‌اندازی کرد که به‌عنوان یکی از مدل فروشگاه‌های برخط موسیقی بود. این وبگاه اجازه می‌دهد بازدیدکنندگان به صورت بصری از طریق گوش دادن به یک فایل موسیقی ۳۰ ثانیه‌ای (پیش نمایش) به فهرست بیش از ۳۰۰٬۰۰۰ آهنگ سازماندهی شده دسترسی داشته و آهنگ مورد نظر را به صورت کامل با خرید فرمت ام‌پی‌تری از طریق دانلود تهیه کند. آهنگ‌های تکی با قیمت ۰٫۹۹ دلار و کل آلبوم موسیقی با ۹٫۹۹ دلار فروخته می‌شد. رابط کاربر گرافیکی این شرکت به اندازه کافی جذاب بود تا معاملات توزیع شده را با یونیورسال میوزیک گروپ، سونی میوزیک و گروه موسیقی وارنر به دست آورد. این توافق‌ها به این شرکت حق پخش برخط برای هنرمندانی مانند یوتو، مدونا، بریتنی اسپیرز، انریکه ایگلسیاس و جی-زی را داد. مفهوم شرکت در ابتدا برای مصرف کننده برای دانلود یک فایل ام‌پی‌تری و "رایت" آن بر روی سی‌دی بود، به طوری که سی‌دی را می‌توان در پخش کننده سی دی گوش داد. با این حال پخش کننده‌های اولیه ام‌پی‌تری (دستگاه پخش صوت دیجیتال) از برخی شرکت‌ها شروع به پخش شدن در بازار کردند، به این معنی که کاربران می‌توانند به‌طور مستقیم به فایل‌های صوت لایهٔ سوم گوش دهند.